# Kanton Viverols
Der Kanton Viverols war bis 2015 ein französischer Kanton im Arrondissement Ambert im Département Puy-de-Dôme und in der Region Auvergne-Rhône-Alpes; sein Hauptort war Viverols, Vertreter im Generalrat des Départements war zuletzt von 2008 bis 2015 Michel Bravard.
Der Kanton war 130,86 km² groß und hatte (2006) 1.826 Einwohner, was einer Bevölkerungsdichte von 14 Einwohnern pro km² entsprach. Er lag im Mittel auf 920 Meter über dem Meeresspiegel, zwischen 600 m (Saint-Just) und 1229 m in Baffie. 

## Gemeinden
| Gemeinde     | Einwohner Jahr | Fläche km² | Bevölkerungsdichte | Postleitzahl | Code INSEE |
| ------------ | -------------- | ---------- | ------------------ | ------------ | ---------- |
| Baffie       | 115 (2013)     | –          | – Einw./km²        | 63600        | 63027      |
| Églisolles   | 262 (2013)     | –          | – Einw./km²        | 63840        | 63147      |
| Medeyrolles  | 113 (2013)     | –          | – Einw./km²        | 63220        | 63221      |
| Saillant     | 278 (2013)     | –          | – Einw./km²        | 63840        | 63309      |
| Saint-Just   | 169 (2013)     | –          | – Einw./km²        | 63600        | 63371      |
| Sauvessanges | 501 (2013)     | –          | – Einw./km²        | 63840        | 63412      |
| Viverols     | 417 (2013)     | –          | – Einw./km²        | 63840        | 63465      |

## Bevölkerungsentwicklung
| 1962  | 1968  | 1975  | 1982  | 1990  | 1999  | 2006  |
| ----- | ----- | ----- | ----- | ----- | ----- | ----- |
| 2.641 | 2.892 | 2.460 | 2.344 | 1.967 | 1.793 | 1.826 |